# Liste der Baudenkmäler in Ammerndorf
Auf dieser Seite sind die Baudenkmäler in dem mittelfränkischen Markt Ammerndorf zusammengestellt. Diese Tabelle ist eine Teilliste der Liste der Baudenkmäler in Bayern. Grundlage ist die Bayerische Denkmalliste, die auf Basis des Bayerischen Denkmalschutzgesetzes vom 1. Oktober 1973 erstmals erstellt wurde und seither durch das Bayerische Landesamt für Denkmalpflege geführt wird. Die folgenden Angaben ersetzen nicht die rechtsverbindliche Auskunft der Denkmalschutzbehörde.

## Baudenkmäler nach Ortsteilen

### Ammerndorf
| Lage                                  | Objekt                                                 | Beschreibung | Akten-Nr.              | Bild               |
| ------------------------------------- | ------------------------------------------------------ | --- | ---------------------- | ------------------ |
| Am Sommerkeller 2 (Standort)          | Sommerkellerhaus                                       | Zweigeschossiger Sandsteinquaderbau mit Satteldach, bezeichnet „1857“, rückseitiger Fachwerkgiebel bezeichnet „1981“, darunter tiefliegendes Kellergewölbe, Mitte 19. Jahrhundert Westlich anschließend ehemaliger Ausschankplatz                                                                                         | D-5-73-111-12 Wikidata | Sommerkellerhaus   |
| Am Steinhof 1 bis 4 (Standort)        | Steinhof, ehemalige Kornschranne                       | Langgestrecktes freistehendes Satteldachhaus, verputzter Massivbau, hofseitige Obergeschossfassade und Südgiebel freiliegendes Fachwerk, Anlage des 15./16. Jahrhunderts, Holzgalerie an der Hofseite wohl 17. Jahrhundert, hofseitige Fassadenänderungen bezeichnet „1808“, Südgiebel wohl 19. Jahrhundert               | D-5-73-111-10 Wikidata | BW                 |
| Bahnhofsplatz 5 (Standort)            | Bahnhof Ammerndorf                                     | Erdgeschossiges Empfangsgebäude zugleich Güterabfertigung, Walmdachbau mit sechs Sandsteinpfeilern gegen die Gleisseite, neuklassizistisch, um 1914 | D-5-73-111-11 Wikidata | Bahnhof Ammerndorf |
| Marktplatz (Standort)                 | Brunnen, Denkmal für den Bahnbau im Biberttal          | Obelisk mit kleinem Brunnentrog, wohl um 1914, Plakette bezeichnet „1931“, Modell und Guss Ch. Lenz | D-5-73-111-4 Wikidata  | weitere Bilder     |
| Marktplatz 1 (Standort)               | Gasthaus                                               | Zweigeschossiges Eckhaus mit Satteldach, verputzter Massivbau mit barockem Portal, erste Hälfte 18. Jahrhundert, mit schmiedeeisernem Gasthausschild, zum Teil erhalten, 18. Jahrhundert | D-5-73-111-1 Wikidata  | BW                 |
| Marktplatz 2 (Standort)               | Wohnhaus                                               | Zweigeschossiges freistehendes Walmdachhaus mit Walmdachgauben, Sandsteinquaderbau, seitlich verputzt, 19. Jahrhundert | D-5-73-111-2 Wikidata  | BW                 |
| Marktplatz 5 (Standort)               | Ehemaliges Wohn- und Handwerkerhaus, jetzt Gasthaus    | Zweigeschossiges Satteldachhaus mit Aufzugswalm, Erdgeschoss Sandsteinquadermauerwerk, Obergeschoss und Straßengiebel Sichtfachwerk, bezeichnet „1608“, mit Bäckerschild des 18. Jahrhunderts | D-5-73-111-3 Wikidata  | weitere Bilder     |
| Mühlgasse 11; Mühlgasse 14 (Standort) | Ammerndorfer Mühle                                     | Wohn- und Mühlengebäude, zweigeschossiger Satteldachbau mit Aufzugswalm, nördliches Obergeschoss und Giebel Fachwerk mit reicher Flachschnitzerei und farbiger Fassung, bezeichnet mit „1607“ Scheune, zweigeschossiger Fachwerkbau mit Satteldach, wohl 18./19. Jahrhundert                                              | D-5-73-111-6 Wikidata  | BW                 |
| Rothenburger Straße 32 (Standort)     | Scheune                                                | Eingeschossiger Sandsteinquaderbau mit steilem dreigeschossigem Satteldach und Aufzugsfirst, bezeichnet mit „1851“ | D-5-73-111-14 Wikidata | Scheune            |
| Rothenburger Straße 35 (Standort)     | Wohnhaus                                               | Zweigeschossiges Satteldachhaus, Erdgeschoss massiv verputzt, Obergeschoss und Ostgiebel Sichtfachwerk, Westgiebel verputzt, 17. Jahrhundert, Erdgeschoss durch modernen Ladeneinbau verändert | D-5-73-111-7 Wikidata  | Wohnhaus           |
| Rothenburger Straße 41 (Standort)     | Pfarrhaus                                              | Zweigeschossiges Walmdachhaus mit Walmdachgaube, Erdgeschoss Sandsteinquadermauerwerk, Obergeschoss verputztes, hofseitig freiliegendes Fachwerk, um 1743 von Johann David Steingruber Gartenmauer, Sandsteinmauerwerk aus Bruch- und Hausteinen, wohl 18./19. Jahrhundert                                                | D-5-73-111-8 Wikidata  | Pfarrhaus          |
| Steingruberstraße 4 (Standort)        | Evangelisch-lutherische Pfarrkirche St. Peter und Paul | Saalkirche, Sandsteinquaderbau mit Walmdach, Langhaus verputzt, Turm steinsichtig mit Glockendach, im Kern spätmittelalterlich, Turm um 1720/30 neu errichtet, 1761 durch Johann David Steingruber barockisiert; mit Ausstattung Kirchhofmauer, Sandsteinmauerwerk, spätmittelalterliche Anlage, zum Teil barock erneuert | D-5-73-111-9 Wikidata  | weitere Bilder     |

### Bubenmühle
| Lage                    | Objekt          | Beschreibung | Akten-Nr.              | Bild |
| ----------------------- | --------------- | --- | ---------------------- | ---- |
| Bubenmühle 1 (Standort) | Ehemalige Mühle | Dreigeschossiger Sandsteinquaderbau mit Satteldach, bezeichnet mit „1883“, im Kern älter, zugehörig Wohnhaus, zweigeschossiger Satteldachbau, Erdgeschoss aus Sandsteinquadern, Obergeschoss in Ziegelbauweise, traufseitig Abortanbau, bezeichnet mit „1890“ | D-5-73-111-17 Wikidata | BW   |